# El Progreso, Jalpan
El Progreso är en ort i Mexiko.   Den ligger i kommunen Jalpan och delstaten Puebla, i den sydöstra delen av landet, 180 km nordost om huvudstaden Mexico City. El Progreso ligger 533 meter över havet och antalet invånare är 118.
Terrängen runt El Progreso är kuperad åt sydväst, men åt nordost är den platt. Runt El Progreso är det tätbefolkat, med 276 invånare per kvadratkilometer. Närmaste större samhälle är Venustiano Carranza, 19,0 km öster om El Progreso. Omgivningarna runt El Progreso är en mosaik av jordbruksmark och naturlig växtlighet.